# Trùng đế giày
Trùng đế giày (còn gọi là Paramecium, trùng cỏ, trùng giày hay thảo trùng) là đại diện của lớp Trùng cỏ. Tế bào trùng đế giày đã phân hóa thành nhiều bộ phận. Mỗi bộ phận đảm nhận một chức năng sống nhất định.

Trùng đế giày được con người phát hiện trước tiên trong thế giới động vật đơn bào. Khi chế tạo được kính hiển vi, người ta thử lấy nước "cỏ ngâm" soi thì tình cờ phát hiện ra chúng và vì thế được gọi là "trùng cỏ". Ngày nay "trùng cỏ" trở thành tên chính thức cho nhóm động vật này và nước "cỏ ngâm" vẫn là môi trường nuôi cấy trùng cỏ lý tưởng ở phòng thí nghiệm.

## Cấu tạo
Có hình giống đế giày. Cơ thể có hình khối, không đối xứng, giống chiếc giày. Trùng di chuyển nhờ lông bơi. Phần giữa cơ thể là bộ nhân gồm: nhân lớn và nhân nhỏ. Nửa trước và nửa sau đều có 1 hệ thống không bào co bóp hình hoa thị và ở 1 vị trí cố định. Chỗ lõm của cơ thể là rãnh miệng, cuối rãnh miệng có lỗ miệng và hầu. Mỗi bộ phận đảm nhiệm chức năng sống nhất định. "trùng roi" là sinh vật đơn bào thuộc nhóm nhân thực, không phải là một loài nhân sơ.

## Dinh dưỡng và sinh sản
Trùng giày là động vật đơn bào đã có sự phân hóa thành các bộ phận như nhân lớn, nhân nhỏ, không bào co bóp. Thức ăn (gồm vi khuẩn, vụn hữu cơ,...) được lông bơi dồn về lỗ miệng. Thức ăn qua miệng và hầu được vo thành viên trong không bào tiêu hóa. Sau đó không bào tiêu hóa rời hầu di chuyển trong cơ thể theo một quỹ đạo nhất định, Enzim tiêu hóa biến thức ăn thành chất lỏng thấm vào chất nguyên sinh nuôi cơ thể. Chất bã được thải ra ngoài lỗ thoát ở thành cơ thể.
Ngoài hình thức sinh sản vô tính bằng cách phân đôi theo chiều ngang, trùng giày còn có hình thức sinh sản hữu tính gọi là sinh sản tiếp hợp. Chúng phân đôi trung bình gần 1 lần mỗi ngày. Quá trình tiếp hợp xảy ra có thể kéo dài tới 12 giờ ở điều kiện 16 độ C.

## Nơi sống
Trùng giày sống ở những váng cống rãnh hoặc những váng nước đục. Mỗi khi đời sống gặp khó khăn (khô hạn hay thiếu thức ăn), trùng đế giày có khả năng tiết nước thừa, thu nhỏ cơ thể lại, tiết ra lớp vỏ bọc gọi là hóa bào xác. Trong bào xác, chúng tồn tại rất lâu và có cơ hội được gió cuốn đi để phát tán đến những môi trường mới thích hợp hơn trước.

## Di chuyển
Trùng giày di chuyển theo kiểu vừa tiến vừa xoay nhờ lông bơi bao quanh cơ thể rung động theo kiểu làn sóng và mọc theo vòng xoắn quanh cơ thể.

## Vai trò
Trùng giày có ích lợi trong việc đóng vai trò là một mắt xích trong chuỗi thức ăn của tự nhiên và còn làm sạch môi trường nước.

## Danh sách loài
- Paramecium africanum Dragesco, 1970
- Paramecium aurelia-complex (includes biological species, P. primaurelia, P. biaurellia, etc._
- Paramecium bursaria (Ehrenberg, 1831) Focke, 1836
- Paramecium calkinsi Woodruff, 1921
- Paramecium caudatum Ehrenberg, 1834
- Paramecium chlorelligerum Kahl, 1935
- Paramecium duboscqui Chatton & Brachon, 1933
- Paramecium jankowskii Dragesco, 1972
- Paramecium jenningsi Diller & Earl, 1958
- Paramecium nephridiatum Gelei, 1925
- Paramecium polycaryum Woodruf, 1923
- Paramecium pseudotrichium Dragesco, 1970
- Paramecium putrinum Claparède & Lachmann, 1859
- Paramecium schewiakoffi Fokin, Przybos, Chivilevc, §, 2004
- Paramecium sonneborni Aufderheide, Daggett & Nerad, 1983
- Paramecium ugandae Dragesco, 1972
- Paramecium wichtermani, Mohammed and Nashed, 1968–1969,
- Paramecium woodruffi Wenrich, 1928

## Hình ảnh

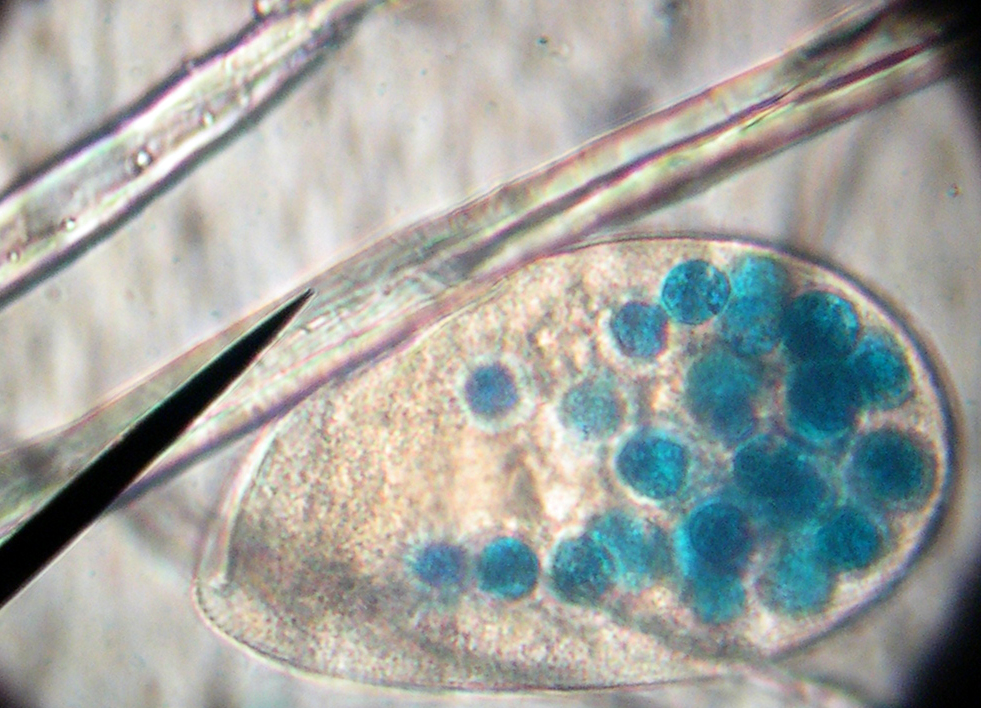
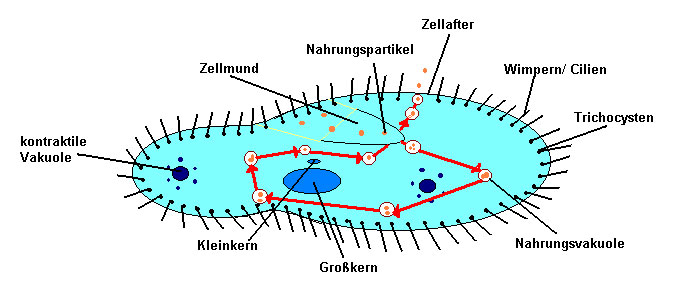
Trùng giày